# José Luis Fernández Eguia
José Luis Fernández Eguía, més conegut com El Pirri (Madrid; 20 de febrer de 1965 - Madrid; 9 de maig de 1988), va ser un actor espanyol. En les pel·lícules en que va participar solia interpretar personatges marginals.

## Biografia
Va néixer al Barri de San Blas el 20 de febrer de 1965. A José Luis Fernández el van repudiar la seva mare i el seu padrastre, per la qual cosa va passar la seva infància amb els seus avis. El sobrenom de El Pirri tenia relació amb la seva afició al futbol. El va descobrir el director de cinema Eloy de la Iglesia, realitzant el seu debut en la pel·lícula Navajeros, si bé el seu primer paper important va ser a la pel·lícula Maravillas. També va treballar amb altres directors com Manuel Gutiérrez Aragón, Fernando Trueba, i participà com a crític de cinema en el programa de TVE-1 Querido Pirulí de Fernando García Tola.
En 1987 va ser detingut a Madrid per atracament, i en comissaria va intentar tallar-se les venes amb el cristall d'unes ulleres. Finalment va passar 15 dies a la presó de Carabanchel.
El Pirri va morir a l'edat de 23 anys la nit del 9 de maig de 1988 a causa d'una dosi adulterada d'heroïna. Van trobar el seu cadàver a la carretera de Vicálvaro a San Blas.
Està enterrat al Cementiri Sur de Madrid.

## Filmografia
- 1980 - Navajeros
- 1981 - Maravillas
- 1981 - La mujer del ministro
- 1982 - Colegas
- 1983 - El sur (Sense acreditar)
- 1984 - The Hit (La venganza)
- 1984 - El pico 2
- 1985 - De tripas corazón
- 1985 - La reina del mate
- 1985 - Caso cerrado
- 1985 - Sé infiel y no mires con quién
- 1987 - La estanquera de Vallecas
- 1987 - Policía
- 1988 - El juego más divertido
- 1988 - La vida alegre